# Château du Prada
Le château du Prada se situe sur la commune de Labastide-d'Armagnac, dans le département français des Landes. Les façades et toitures du corps de logis et des dépendances, les cheminées de pierre et l'escalier à l'intérieur du corps de logis ainsi que la grille d'entrée sont inscrits au titre des monuments historiques par arrêté du 28 décembre 1984.

## Présentation
Jean de Bouglon, procureur du roi et gouverneur d’Eauze, épouse en 1728 Marie Maurisset, fille d’un bourgeois de Labastide. Leur fils fait ériger la terre du Prada en seigneurie et fait construire le château vers 1764 par Victor Louis, qui sera l'architecte du Grand Théâtre de Bordeaux, lui demandant un château « beau et pratique ».
Le château est par la suite le berceau d'une lignée de militaires, parmi lesquels Odette de Bouglon, qui sert en première ligne pendant la Première Guerre mondiale en tant que conductrice d'ambulances, et Jean de Bouglon, mort sur la ligne Maginot en 1940.